# 道の駅ふるどの

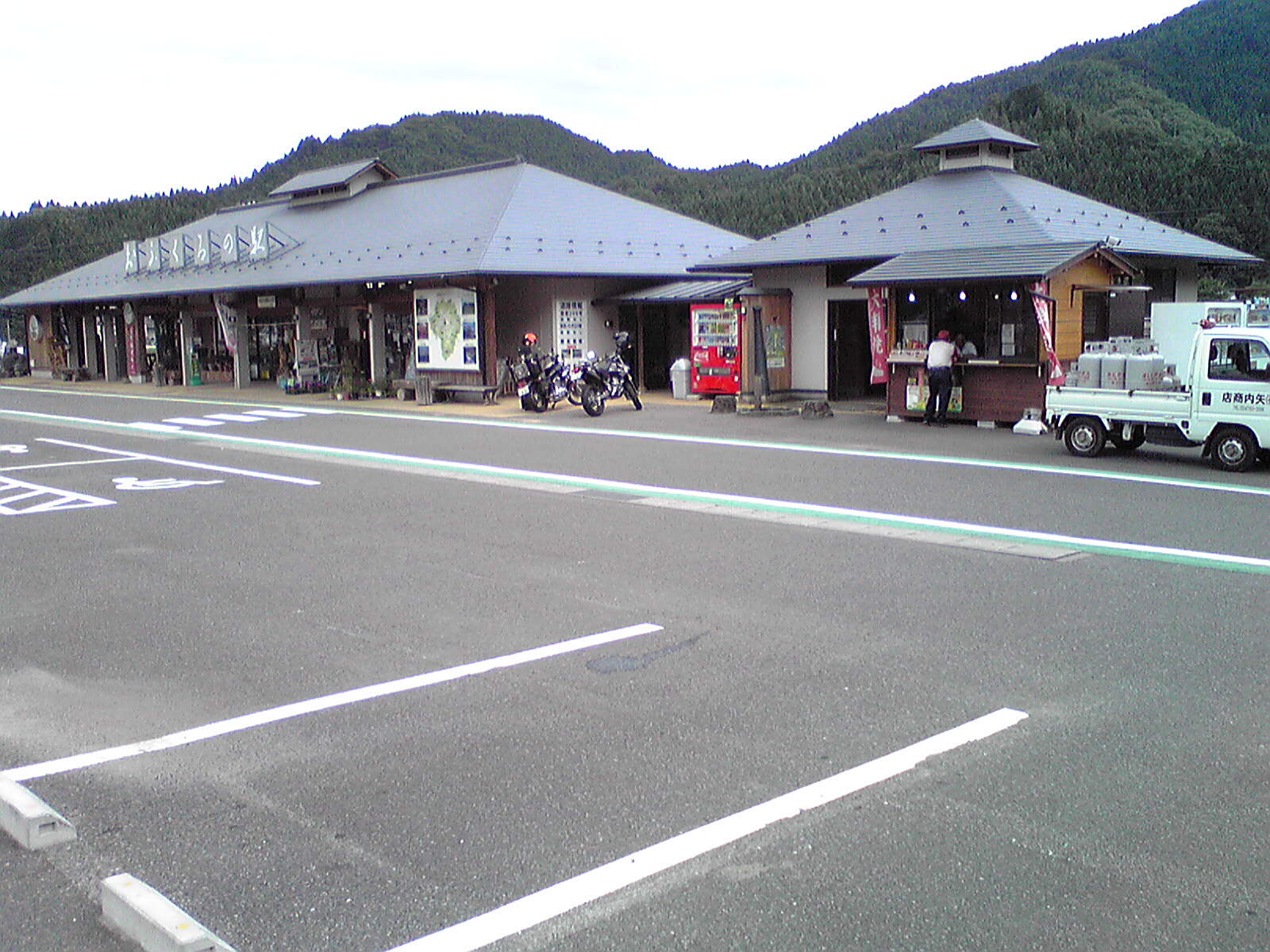
施設外観

道の駅ふるどの（みちのえき ふるどの）は、福島県石川郡古殿町にある国道349号の道の駅である。愛称はおふくろの駅。

## 概要
もともと、2001年4月にオープンした古殿町が運営する生産物直売所「おふくろの駅」があり、2010年3月1日に道の駅として登録された。

## 施設
- 駐車場
  - 48台
  - 身障者用：2台
- トイレ
  - 10器
  - 身障者用：1器
- 公衆電話：1台
- 農産物直売所「おふくろの駅」（9:00 - 18:00）
- 食堂（11:00 - 15:00）

＊建築設計：株式会社土田建築設計事務所

## アクセス
- 国道349号 - 登録路線
  - 福島県道14号いわき石川線（重複区間）
- 福島交通「田口高橋」バス停

## 周辺
- 古殿町役場
- 古殿郵便局
- コメリハード&グリーン古殿店
- ブイチェーンスーパーカケダ店
- ツルハドラッグ福島古殿店